# Джелалабад
Джелалабад е град в провинция Нангархар, Източен Афганистан. Населението му е 205 423 жители (2007 г.), което го прави 2-ри по население в Източен Афганистан. 90% от населението са пущуни. Намира се на 575 м н.в. Отстои на 153 км от Кабул по магистрала. Джелалабад е главен търговски център за съседен Пакистан. Средната годишна температура е около 22,5 градуса. Градът разполага с летище.

## Побратимени градове
- Сан Диего (Калифорния, САЩ)